# Pterygellus spiculosus
Pterygellus spiculosus é uma espécie de fungo pertencente à família Cantharellaceae.